# Ludvig Gustav Braathen
Ludvig Gustav Braathen (Drammen, 17 de marzo de 1891-Oslo, 27 de diciembre de 1976) fue un empresario noruego, fundador de la compañía naviera Braathens Rederi y de la aerolínea Braathens.

## Biografía
Ludvig era uno de los siete hijos de una familia próspera de la ciudad portuaria de Drammen. Tras completar los estudios de comercio en Oslo, pasó a trabajar en distintas empresas navales con una breve pausa durante la Primera Guerra Mundial al ser reclutado por el Ejército Noruego. En 1915 fue contratado como administrador de la naviera de B.A. Sanne, y cuando este falleció en 1922 fue ascendido a director ejecutivo.
En 1926 puso en marcha su propia compañía naval, Ludv. G. Braathens Rederi. Para sacarla adelante invirtió 50 000 coronas noruegas, incluyendo todo su patrimonio, con los que pudo adquirir pequeños barcos que cubrirían rutas en Europa y Asia. Una década después la empresa se había convertido en una de las navieras de referencia en Noruega. El negocio fue ampliado a los aviones de carga en los años 1930.
Durante la Segunda Guerra Mundial, sus buques mercantes formaron parte de la misión aliada Nortraship, que gestionaba la flota noruega no capturada por los ocupantes alemanes.
En lo que respecta a la aviación comercial, Braathen intentó obtener un permiso para operar rutas entre Oslo y Nueva York, denegado por el gobierno noruego en 1938. Al finalizar la guerra retomó su idea: el 26 de marzo de 1946, Braathens Rederi puso en marcha la aerolínea Braathens SAFE con rutas hacia Sudamérica y Asia Oriental, inicialmente previstas para atender a sus tripulaciones marítimas. Un año más tarde la expandió a destinos europeos gracias a una flota de Douglas DC-4, y a partir de 1951 tuvo que llegar a acuerdos con Scandinavian Airlines (SAS) para repartirse tanto las rutas nacionales como las internacionales.
Ludvig Braathen falleció el 27 de diciembre de 1976 en Oslo, a los 85 años. Su hijo Bjørn Gunnar Braathen asumió de inmediato los negocios familiares.